# Rheinfelden (Baden)
Rheinfelden (Baden) (do 7 maja 1963 Rheinfelden; alem. Badisch-Rhyfälde) – miasto w Niemczech, w kraju związkowym Badenia-Wirtembergia, w rejencji Fryburg, w regionie Hochrhein-Bodensee, w powiecie Lörrach, siedziba wspólnoty administracyjnej Rheinfelden (Baden). Leży nad Renem, przy granicy ze Szwajcarią (po drugiej stronie Renu znajduje się miasto Rheinfelden), ok. 15 km na wschód od Bazylei. Przez teren miasta przebiega autostrada A98, droga krajowa B34 oraz B316.
W mieście znajdują się przystanki i stacje kolejowe: Herten, Rheinfelden (Baden), Beuggen, leżą one na linii kolejowej Hochrheinbahn.

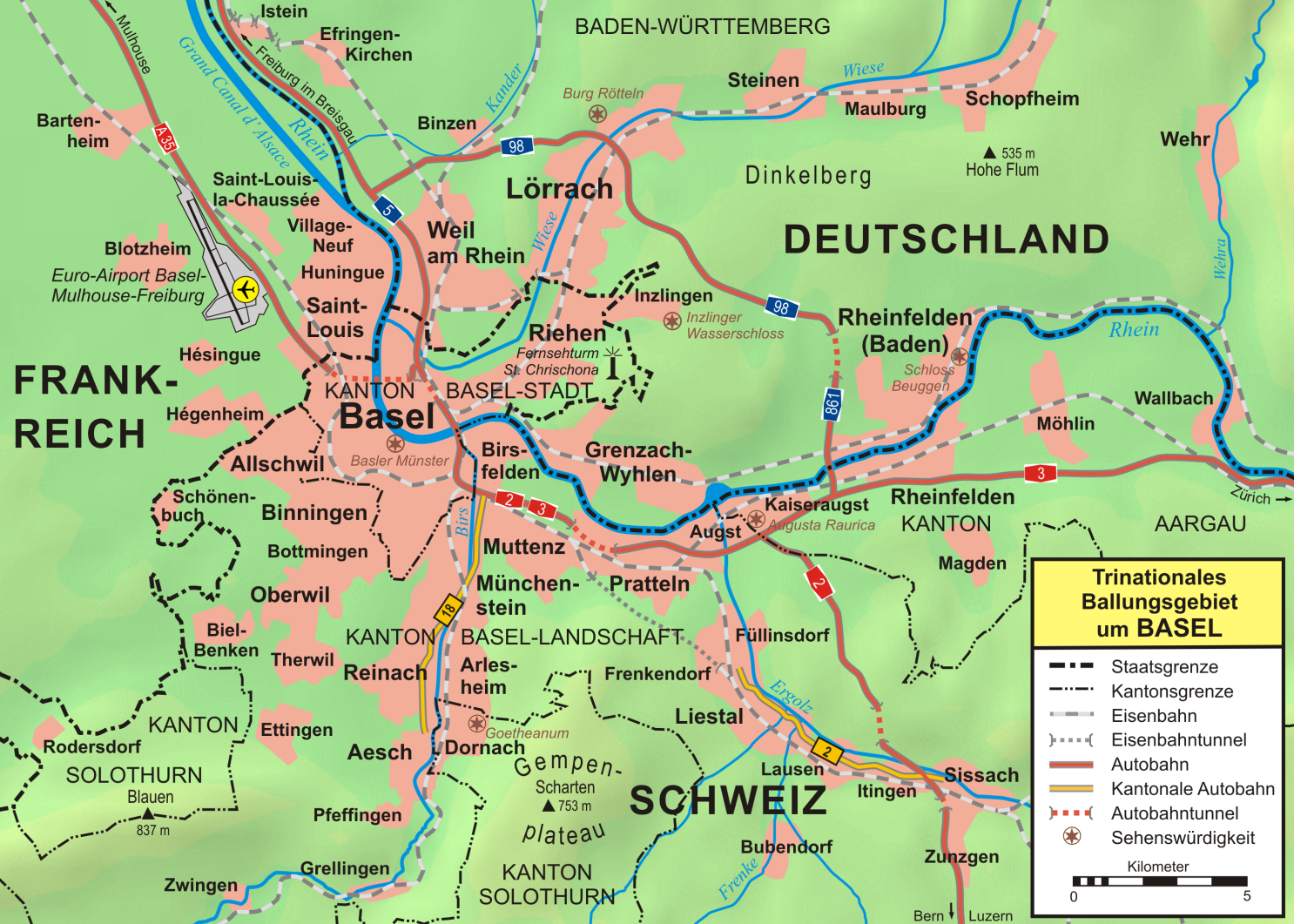
Mapa okolic

## Współpraca
Miejscowości partnerskie:
- Fécamp, Francja od 1963
- Ludwigsfelde, Brandenburgia
- Mouscron, Belgia od 1981
- Neumarkt, Włochy od 1968
- Rheinfelden, Szwajcaria
- Vale of Glamorgan, Wielka Brytania od 1968